# Tobias Schreindl

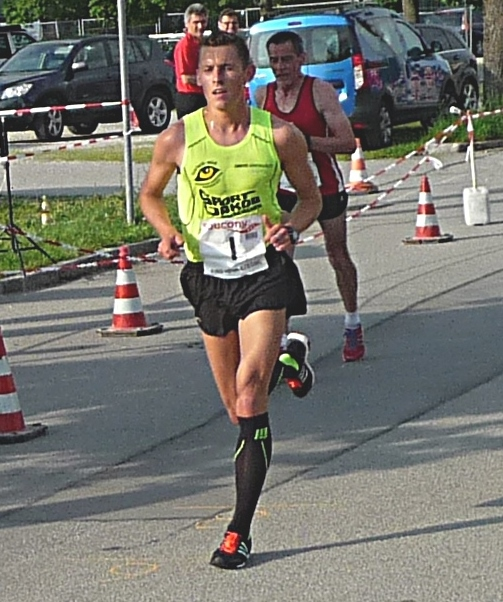
Tobias Schreindl (2016)

Tobias Schreindl (* 3. April 1988) ist ein deutscher Leichtathlet. Er ist Langstreckenläufer und startet für die LG Passau, früher für den TV Hauzenberg.

## Leben
Schreindl ist seit 1995 als Leichtathlet aktiv, sein Trainer ist Günter Zahn. 
Am 12. Oktober 2014 wurde er mit einer Zeit von 2:21:47 h beim München-Marathon Deutscher Meister im Marathonlauf. Im Jahr darauf, am 11. Oktober 2015, belegte er den 1. Platz beim München Marathon in der Halbmarathondistanz in einer Zeit von 1:06:45. 2016 wurde er Bayerischer Meister im 10-Kilometer-Straßenlauf. Bei den Deutschen Leichtathletik-Meisterschaften 2019 in Düsseldorf gewann er gemeinsam mit Maxim Fuchs und Stephan Fruhmann die Mannschaftswertung im Marathon. Im Einzel konnte er sich als Dritter die Bronzemedaille holen.
Tobias Schreindl ist verheiratet mit Susanne Schreindl, die ebenfalls als Leichtathletin aktiv ist und 2018 den 1. Platz beim München-Marathon errang.